# Dominique Hé
Dominique Hé, né aux Sables-d'Olonne le 12 juillet 1949 , est un dessinateur français de bande dessinée.

## Biographie
Dominique Hé naît le 12 juillet 1949. Il suit des études d'agronomie avant de décider de se réorienter vers la bande dessinée, en suivant des cours donnés par Jean Giraud à l'université de Vincennes. Ce dernier l'introduit d'ailleurs dans l'hebdomadaire Pilote, lui écrivant quelques récits courts publiés à partir de 1973.
Hé participe ensuite aux mensuels Rock & Folk (1975) puis Métal hurlant (1976). C'est là qu'il crée sa série Marc Mathieu, publiée à partir de 1980. En 1988, il lance dans l'hebdomadaire jeunesse Le Journal de Mickey la série Alex Lechat. Il continue cependant à dessiner des œuvres plus adultes pour le magazine Vécu, comme Mémoires d'un Aventurier sur un scénario de François Dimberton à la fin des années 1980. De 1992 à 1995 il travaille avec le scénariste Patrick Cothias et crée la série Tanatha. 
En 1995, c'est Les Jeux du Crocodile qu'il dessine sous le pseudonyme de Modem ; en 2007 c'est Moonfleet d'abord publié chez Robert Laffont puis par Delcourt. La série est alors renommée Le Secret du Mohune. En 2007, il reprend aussi la série Secrets bancaires scénarisée par Philippe Richelle et dessinée jusqu'alors par Pierre Wachs.

## Analyse de l'œuvre
Le trait de Dominique Hé apparaît comme très accessible, son dessin est « grand public ».

## Œuvres
- Voyages (scénarios de Dominique Hé, Jean Giraud, Serge Le Tendre, 3 tomes, Les Humanoïdes Associés)
- Les Aventures de Roland Donges (scénarios de Jacques Vivant, 1 tome, Les Humanoïdes Associés)
- Les Aventures de Marc Mathieu (scénarios de Dominique Hé, 6 tomes, Les Humanoïdes Associés)
- Mémoire d'un aventurier (scénario de François Dimberton, 3 tomes, Glénat)
- Tanatha (scénario de Patrick Cothias, 4 tomes, Glénat)
- Les Jeux du crocodile (scénario de Patrick Cothias, 2 tomes, Dargaud)
- Sophaletta (scénario d’Erik Arnoux, 4 tomes, Glénat)
- Secrets bancaires (scénario de Philippe Richelle, 4 tomes, Glénat)
- Moonfleet (scénario de Rodolphe (auteur) d'après John Meade Falkner, 2 tomes, Robert Laffont), repris et achevé sous le titre Le secret du Mohune (3 tomes, Delcourt)
- Secrets bancaires USA (scénario de Philippe Richelle, 6 tomes, Glénat)
- Les Grands peintres, volume 1 : Jan van Eyck (scénario de Dimitri Joannidès, Glénat)
- Alfred Hitchcock, volume 1 : L'Homme de l'ombre (scénario de Noël Simsolo, Glénat)
- Alfred Hitchcock, volume 2 : Le Maître de l'angoisse (scénario de Noël Simsolo, Glénat)